# Kastaven (Wüstung)
Kastaven, 1299 Carstauel, ist eine Wüstung nordöstlich von Himmelpfort (Landkreis Oberhavel, Brandenburg). Das mittelalterliche Dorf gehörte 1299 zur Erstausstattung des Klosters Himmelpfort und fiel Anfang des 15. Jahrhunderts wüst. Die Gemarkung gehört heute zu den Gebieten der Städte Fürstenberg/Havel (Landkreis Oberhavel) und Lychen (Landkreis Uckermark). Heute gibt es zwei Lokalitäten dieses Namens; der bewohnte Gemeindeteil Kastaven auf der Gemarkung Retzow und der Wohnplatz Kastaven auf der Gemarkung Himmelpfort, beide liegen aber nicht auf oder in unmittelbarer Nähe der alten Dorfstätte.

## Geographische Lage
Kastaven lag östlich der schmalen Landbrücke zwischen Großem und Oberkastavensee, etwa 700 m westlich des Wohnplatzes Sähle. Dort markiert ein Friedhof und ein Portalrest einer mittelalterlichen Feldsteinkirche die alte Dorfstätte. Die alte Dorfstätte liegt heute auf der Gemarkung Himmelpfort (Ortsteil der Stadt Fürstenberg/Havel), 68 m über Meereshöhe.

## Geschichte
Im Jahre 1299 wurde der Ort in der Stiftungsurkunde für das Kloster Himmelpfort erstmals urkundlich erwähnt („Carstauel cum suis pertinentiis“). Er wurde damals von Albrecht III. zusammen mit fünf anderen Dörfern zur (Erst-)Ausstattung des Klosters bestimmt. Bereits 1286 hatte der Markgraf die Dörfer Klein Kastavel und Dabelow der Johanniter-Komturei Mirow in Mirow (Mecklenburg-Vorpommern) geschenkt. Die Feldmark von Klein Kastavel scheint früh in der Feldmark von Dabelow aufgegangen zu sein. Jedenfalls hat das hier beschriebene Kastaven keinen unterscheidenden Zusatz (z. B. Groß).
Die Deutung des Namens gestaltet sich schwierig. Sophie Wauer im Brandenburgischen Namenbuch favorisiert eine Ableitung von einer altpolabischen Grundform *Karstavel zu *karstav- rau, voll Blattern, Pocken. Da in der Nähe drei Seen dieses Namens liegen (Großer Kastavensee, Kleiner Kastavensee und Oberkastavensee), ist nicht zu entscheiden, ob es sich um einen ursprünglichen Ortsnamen oder einen übertragenen Gewässernamen handelt.
1342 wird Kastaven als Kirchdorf genannt. In der 1. Hälfte des 15. Jahrhunderts wurde das Dorf durch Hauptleute von Fretzdorf und Rheinsberg und havelbergisch-bischöfliche Gefolgsleute aus Zechlin und Wittstock beraubt und verwüstet. Wahrscheinlich wurde das Dorf danach verlassen und nicht wieder aufgebaut. 1574 beackerten die Kossäten von Rutenberg die Felder auf der Feldmark Kastaven. Im Grenzstreit mit den mecklenburgischen Fürsten werden die Dörfer und wüsten Feldmarken Beenz, Linow, Rutenberg, Retzow und Kastaven von Mecklenburg beansprucht, da sie zum Land Stargard gehörten. 1709 ist erstmals ein Heidevorwerk auf der Feldmark Kastaven nachgewiesen. Es lag 1 km südwestlich der alten Dorfstätte. 1727 war im östlichen Teil der Feldmark ein Teerofen entstanden. 1729 wird dieser Teerofen erstmals die Seele genannt, aus dem sich der Name des heutigen Wohnplatzes Sähle bildete. Das Heidevorwerk wurde 1835 aufgelöst und zunächst als Hammelstall genutzt. 1865 entstand darauf das Forsthaus Kastaven, der heutige zu Himmelpfort gehörige Wohnplatz Kastaven.

## Kirchliche Verhältnisse
Kastaven war Kirchdorf (1342), wie auch der Rest einer Feldsteinkirche des 13. Jahrhunderts auf der alten Dorfstätte beweist. Sie war Tochterkirche von St. Johannis in Lychen und reflektiert so noch das Abhängigkeitsverhältnis zur Hauptkirche des Landes Lychen.